# Розорення Києва (1651)
Розорення Києва литовським військом Януша Радзивілла — подія під час повстання Хмельницького. У липні 1651 року польний гетьман литовський Януш Радзивілл взяв Київ і утримував його близько місяця. Незважаючи на добровільну здачу, Київ було розграбовано і спалено. Пожежами знищено близько 80 % міста. У війську Радзивілла знаходився голландський живописець Абрагам ван Вестерфельд, який залишив низку цінних зображень сучасних йому будівель та руїн Києва.
Скориставшись участю основної частини козацького війська у поході на захід (Битва під Берестечком) та слабкістю сил, залишених для оборони Києва, Януш Радзивілл виступив із Великого князівства Литовського у похід. У битві під Лоєвом він розгромив військо чернігівського полковника Мартина Небаби, «випалив і висік» Чорнобиль і подався до Києва. Полковники Антін Жданович і Філон Гаркуша, які керували обороною міста, спробували організувати оборону на березі Ірпеня поблизу Димера, проте вона виявилася невдалою. Київське духовенство на чолі із Сильвестром Косовим закликало полковників не воювати з Радзивіллом і відчинити йому місто. Духовенство надіслало делегацію до Радзивілла з мирною пропозицією та проханням не руйнувати Київ. У Києві до того часу вже почалася паніка, міщани масово тікали з міста, забираючи своє майно. Через нестачу сил для опору та позицію духовенства Жданович і Гаркуша відступили, не сподіваючись на допомогу від Хмельницького, який щойно програв Битву під Берестечком.
Радзівіл безперешкодно увійшов до Києва 25 липня, тріумфально в'їхавши через руїни Золотих воріт. Спочатку литовські війська поводилися спокійно, проте вже за кілька днів перейшли до грабунку і мародерства. Було розграбовано безліч церков, монастирів та міщанських садиб. Згідно з автором Чернігівського літопису, «А Радивил з Литвою прийшов до Києва і де міг чути в кого скарби, то забрав їх. А в Києві на той час був митрополитом Сілвестр Косів і багато подавав Радивіллу скарбу. І в монастирі Печерському брав [Радзивілл], що сам хотів». Загарбники знімали та вивозили на човнах церковні дзвони, ризи, чаші, хрести та ікони. Після розорення по всьому місту почалися пожежі, що досягли свого піку 5—6 серпня. Згоріли церква Миколи Доброго, церква Миколи Набережного, Трьохсвятительська церква, Іллінська церква, церква Святого Богоявлення, було зруйновано церкву Богородиці Пирогощі на Подолі.
Загалом згоріло понад 2000 будівель, тобто більша частина Києва. Пожежі пояснюються як спроби мародерів із війська Радзивілла знищити сліди пограбувань. Також існує версія, що ініціаторами підпалів у деяких випадках могли бути і козацькі диверсанти, аби «викурити» литовців із міста та позбавити їх операційної бази. Козацьке військо неодноразово вдавалося до подібної тактики.
За час утримання Києва литовці змогли розбити загін корсунського полковника Лук'яна Мозирі біля переправи через Либідь. Наприкінці серпня Януш Радзивілл виступив з Києва з військом на з'єднання з польською армією Миколая Потоцького і Мартина Калиновського. Об'єднана армія Речі Посполитої зійшлася в герці з військом Хмельницького у битві під Білою Церквою, що закінчилася нічиєю та укладанням Білоцерківського мирного договору.